# Ksenija Klampfer
Ksenija Klampfer, slovenska pravnica in političarka, * 27. julij 1976.
Od 17. decembra 2024 je ministrica za digitalno preobrazbo Republike Slovenije. Med letoma 2018 in 2020 je vodila Ministrstvo za delo, družino, socialne zadeve in enake možnosti.

## Življenjepis
Ksenija Klampfer je magistrica pravnih znanosti s specializacijo na področju evropskega gospodarskega prava ter ima opravljen državni pravniški izpit. Po zaključku univerzitetnega študija na Pravni fakulteti Univerze v Mariboru je svojo poklicno pot začela na Upravni enoti Slovenske Konjice, kjer je med drugim osem let vodila oddelek za upravne notranje zadeve. Leta 2015 je bila imenovana za načelnico Upravne enote Maribor.
V letu 2017–2018 je bila državna sekretarka na Ministrstvu za javno upravo, v času 13. vlade Republike Slovenije pa je bila ministrica za delo, družino, socialne zadeve in enake možnosti Republike Slovenije.
Štirinajst dni po odstopu predsednika vlade Marjana Šarca je v času dogovarjanja o morebitni novi koaliciji zavrnila vstop v Vlado Janeza Janše in odstopila z mesta podpredsednice stranke Stranka modernega centra in izstopila iz stranke. Štirinajst dni po odstopu predsednika vlade Marjana Šarca je v času dogovarjanja o morebitni novi koaliciji ali novih volitvah odstopila z mesta podpredsednice stranke Stranka modernega centra in izstopila iz stranke. Nato se je pridružila Listi Marjana Šarca (LMŠ), kjer je postala podpredsednica sveta stranke.
17. decembra 2024 je bila imenovana na mesto ministrice za digitalno preobrazbo Republike Slovenije.